# Genovaitė Ramoškienė
Genovaitė Šidagytė Ramoškienė , née le 12 mai 1945 à Daičiūnai, est une rameuse soviétique.

## Biographie
Genovaitė Ramoškienė est médaillée de bronze de l'épreuve de deux de couple aux Jeux olympiques d'été de 1976 à Montréal avec Eleonora Kaminskaitė. 